# Trois novelettes (Poulenc)
Trois novelettes (Tres novelettes) son tres piezas cortas para piano compuestas por Francis Poulenc.
Las dos primeras novelettes, en do mayor y si bemol menor, escritas en 1927 y 1928, respectivamente, fueron originalmente publicadas juntos. La tercera, en mi menor, fue escrita en 1959. Estas novelettes son un ejemplo de escritura para piano en varias capas.
- Novelette en do mayor (1927) está dedicada a Virginie Liénard, amiga de la familia, también dedicataria de la suite para piano Les soirées de Nazelles (1930-36). La pieza cuenta con una melodía al estilo de una canción neoclásica interrumpida por una sección central contrastante.
- Novelette en si bemol menor (1928) es similar formalmente a un scherzo. Está dedicada al amigo y crítico de Poulenc, Louis Laloy.
- Novelette en mi menor (1959) se basa en el tema en 7/8 de El amor brujo (1916) de Manuel de Falla, simplificado por Poulenc a un compás de 3/8, y sin una sección contrastante. Emplea fluidos arpegios. Esta pieza está dedicada a su amigo íntimo R. Douglas Gibson.

Poulenc estrenó sus dos primeras novelettes en un concierto en París el 10 de junio de 1928.